# Tetramerium crenatum
Tetramerium crenatum är en akantusväxtart som beskrevs av T.F. Daniel. Tetramerium crenatum ingår i släktet Tetramerium och familjen akantusväxter. Inga underarter finns listade i Catalogue of Life.